# Jacob Le Mair
Jacob Willem Frederik Le Mair (Delft, 19 februari 1905 - Brugge, 31 januari 1990), ook Jacques Le Mair of Jaap Le Mair, was een Nederlands-Belgisch kunstschilder.

## Levensloop
Le Mair was een zoon van Jacob Le Mair en Elisabeth Zinsmeester. De voorouders van Le Mair kwamen uit het Luikse en waren in de zestiende eeuw naar het noorden geëmigreerd, waar ze kooplui of zeevaarders werden.
In 1922 kwam het gezin Le Mair-Zinsmeester met hun kinderen Willem, Jacob en Elisabeth in Brugge wonen, waar vader directeur werd van de plaatselijke vestiging van de Koninklijke Nederlandsche Gist- en Spiritusfabriek (NGSF).
Voor de jonge Jacob vlotte het studeren aan het (toen nog Franstalige) Koninklijk Atheneum Brugge niet. Hij werd dan maar hulpbediende in de NGSF. In 1925 werd hij in Brussel zaalwachter in de kunstgalerij A la Vierge Poupine, waar hij Paul van Ostaijen als collega had.
Nadat hij naar het bedrijfsleven was teruggekeerd in de vestiging van de NGSF in Rotterdam, besliste hij, onder invloed van Alfons Blomme, kunstschilder te worden. Hij ging lessen volgen aan de kunstacademie in Brugge en in Gent. Hij werd er bevriend met de kunsthistoricus Walther Vanbeselaere en de kunstschilder Adriaan Vandewalle.
Hij vestigde zich vervolgens als glazenier en kunstschilder, bij zijn ouders in de Vlamingstraat 51 in Brugge. Tussen 1928 en 1935 kreeg hij er veel opdrachten voor glasramen, onder meer door de bemiddeling van priester Michiel English en van architect Luc Vierin.
Nadien richtte hij zich volledig op het schilderen: portretten, landschappen en zeegezichten en vanaf 1971 ook stillevens, met onder meer afbeeldingen van kinderspeelgoed. Hij behoorde tot de schilders die men als animisten karakteriseerde.
In 1954 reed hij de Friese Elfstedentocht uit in Leeuwarden - een prestatie waar hij heel fier op was. Hij maakte reizen door Nederland en Zuid-Frankrijk (Arles, Uzès), maar steeds kwam hij naar Brugge terug, waar hij het licht nog blanker, nog puurder en indringender vond.
Le Mair verkocht zijn werken aan een beperkte groep vrienden en belangstellenden. Slechts mondjesmaat kwamen schilderijen en tekeningen uit zijn omvangrijk oeuvre in veilingen terecht. Toch was zijn werk tussen 1935 en 1983 op een veertigtal tentoonstellingen te zien. 
In 1934 trouwde hij met de Bruggelinge Lucie Verheye (1901-1971). Het huwelijk bleef kinderloos.
Le Mair behoorde niet 'stricto sensu' tot de Brugse School. Men mag er hem echter wel aan hechten, doordat de Brugse sfeer en omgeving hem inspireerde en hij vele jaren in deze stad woonde en werkte. Hij volgde ook lessen aan de Brugse kunstacademie en was bevriend met leden van de Brugse School.